# Нива (Естонија)
Нива (ест. Nõva) село је на западу Естоније. Налази се у северном делу округа Ланема и административни је центар општине Нива.
Према подацима са пописа становништва 2011. у селу је живело 112 становника.